# 杜彤輝
杜彤輝（？—？），清朝政治人物。拔貢出身。
乾隆三十一年，接替王友莲。擔任江蘇荆溪縣知縣。后由單熉接任。